# Coś wesołego
Coś wesołego – etiuda fabularna z 1980 w reżyserii Krzysztofa Magowskiego.

## Opis fabuły
Trwają przygotowania do koncertu z okazji jubileuszu 40-lecia uczelni. W uroczystej akademii ma wziąć udział miejscowa, studencka grupa kabaretowa o nazwie „Precyzja” (w składzie: Wojtek, Jacek, Piotrek i „Nowy”), która w trybie pilnym została ściągnięta ze Studenckiego Festiwalu Piosenki w Krakowie. Członkowie kabaretu, wezwani przed oblicze organizatorów, prezentują im ballady i skecze ze swojego repertuaru, lecz szybko dano im do zrozumienia, że ich propozycje nie pasują do charakteru mającej się niebawem odbyć uroczystości. Pracownik naukowy nadzorujący przygotowania, doktor Wałek, nie przebiera w środkach i wykorzystuje swoje stanowisko, aby szykanować niepokornych studenckich artystów. Dochodzi do awantury w wyniku której, rozwiązuje on kabaret, zaś lidera grupy Wojtka zawiesza w prawach studenta. W tej sytuacji młodzi kabareciarze zwracają się o pomoc do adiunkta z uczelni i w wyniku jego działań trafiają pod opiekę magistra Guzia, któremu udaje się doprowadzić do występu ich kabaretu. Zadowoleni z obrotu sprawy organizatorzy uroczystości, nie spodziewają się jednak, nagłych zwrotów akcji, które ich zaskoczą.

## Obsada
- Adam Baumann – magister Guź
- Sabina Chromińska – portierka Helena
- Urszula Donajska – pani magister
- Wojciech Gibas – konferansjer
- Wojciech Górniak – dyskotekarz
- Stanisław Klawe – „Nowy”[1]
- Jacek Kleyff – Wojtek
- Jacek Łapot (w filmie podano nazwisko Łopot) – Jacek
- Mirosław Neinert – młody naukowiec
- Jerzy Parzniewski – działacz
- Piotr Skucha – Piotrek
- Bogusław Sobczuk – adiunkt
- Jerzy Stuhr – doktor Wałek
- Janusz Weiss – dyrektor estrady
- Maciej Adamczak
- E i M. Biełuńskie
- Gerwin Kulik
- Witold Makowski
- Sławomir Marek
- Jerzy Usarewicz
- Dariusz Wójtowicz
- Zbigniew Wróbel
- Piotr Zdrzałek i inni z klubu studenckiego „Zameczek” w Sosnowcu[1]